# Wolinský národní park
Wolinský národní park (polsky Woliński Park Narodowy) je polský národní park nacházející se v Západopomořanském vojvodství na ostrově Wolin mezi Štětínským zálivem a Baltským mořem. Park byl založen v roce 1960. Jeho rozloha je 109,37 km².